# 1999 en Lorraine
Chronologie de la Lorraine
- 1995
- 1996
- 1997
- 1998
- 1999
- 2000
- 2001
- 2002
- 2003

Cette page est une liste d'événements qui se sont produits durant l'année 1999 en Lorraine.

## Éléments de contexte
À partir du Recensement de la population de 1999, la Lorraine cesse de perdre des habitants avec une progression inférieure à la moyenne nationale.

## Événements

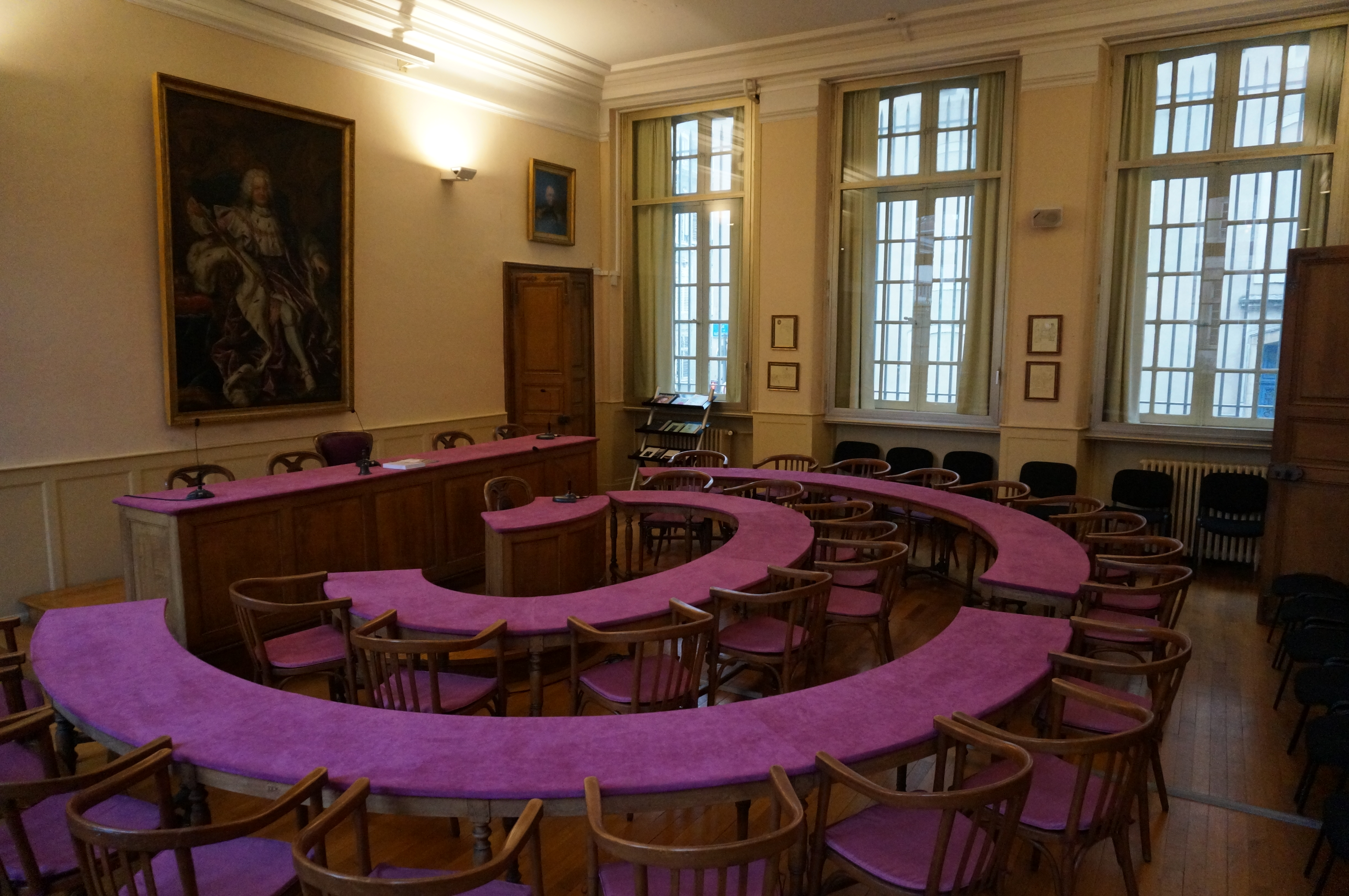
Académie stanislas, salle des séances.

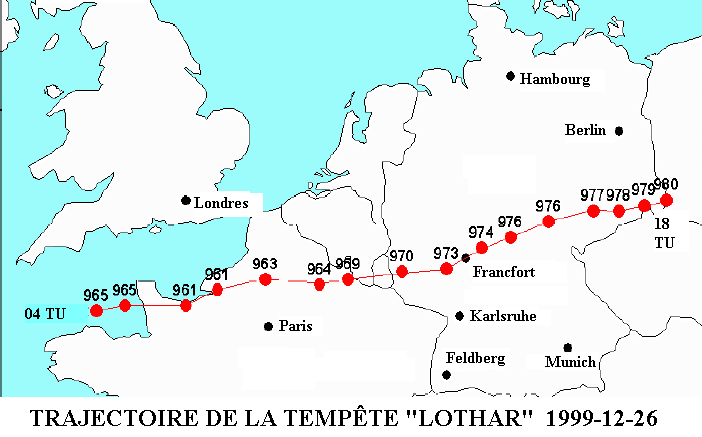

- L'ASPTT Metz remporte le titre national de handball féminin ainsi que la Coupe de France de Handball Féminin[2].
- Fondation du Football Club Metz-Algrange, club de football féminin[3].
- Gilles Fabre devient président de l'Académie de Stanislas[4].

- 7 mai : sommet du Triangle de Weimar à Nancy avec la participation de Jacques Chirac, Gerhard Schröder et Aleksander Kwaśniewski. A l'ordre du jour : la crise du Kosovo et l'élargissement de l'union européenne, en particulier à la Pologne[1].
- 8  au 9 mai : 45ème Rallye de Lorraine remporté par Philippe Kruger et Philippe Souchal sur une Ford Escort RS Cosworth[5].
- 10 juillet : 7e étape du Tour de France 1999. Elle part d'Avesnes-sur-Helpe et arrive à Thionville.
- 11 juillet : 8e étape du Tour de France 1999, Il s'agit d'un contre-la-montre disputé autour de Metz.
- Août 1999 : Danielle de Araujo est élue reine de la mirabelle[6].
- 7 août : le gouvernement autorise l'ANDRA à installer son laboratoire à Bure (Meuse)[1].
- 30 septembre, 1, 2 et 3 octobre : Festival international de géographie, à Saint-Dié-des-Vosges, sur le thème : Vous avez dit nature ? Géographie de la nature, nature de la géographie[7].
- Décembre  : la société Bertelsmann implante un centre d'appel à Laxou et emploie 375 salariés[1].
- 26 décembre : la tempête Lothar s'est déplacée à 100 km/h sur un axe Bretagne (vers 4 h) - Lorraine et Alsace (11 h) avec un front mesurant 150 km de large[8]. On dénombre 12 morts dans l'Est de la France[1]. Des vitesses de vent mesurées jusqu'à 155 km/h, 202 000 hectares de forêts publiques sont détruits ou endommagés en Meurthe-et-Moselle, en Moselle et dans les Vosges[9].

## Inscriptions ou classement aux titre des monuments historiques
- En Meurthe et Moselle : Basilique Saint-Epvre de Nancy[10]
- En Meuse : Église Saint-Gorgon de Vertuzey[11]

## Naissances
- 9 janvier à Metz : Laura Taleb Muller (en arabe : لورا طالب مولر), footballeuse internationale algérienne évoluant au poste d'attaquante au Havre AC.
- 22 janvier à Saint-Avold : Brian Ochoiski, joueur de snooker amateur français.
- 5 février à Forbach : Rayne Barka, joueur français de rugby à XV jouant au poste de talonneur au sein du Soyaux Angoulême XV.
- 13 juin à Épinal : Émilien Claude, biathlète français.
- 29 juin à Verdun : Manuella Dos Reis, joueuse de handball française évoluant au poste de gardienne de but à la JDA Dijon Handball depuis 2022.

## Décès

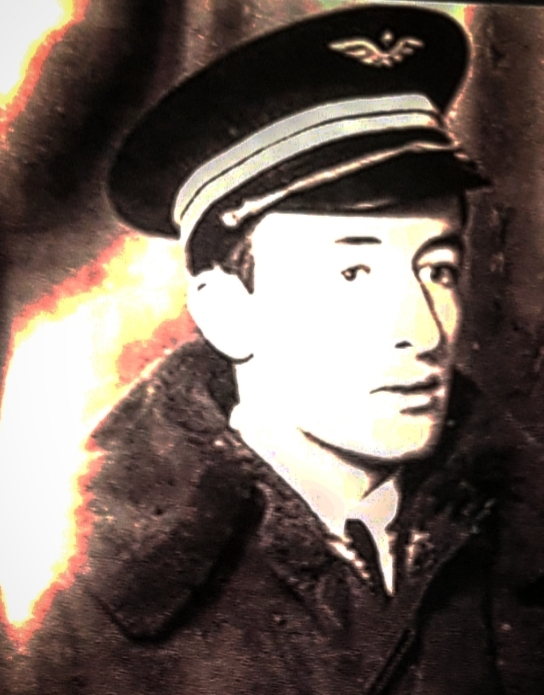
Jean de Pange.

- 12 février à Pompey : Léon Pasik, footballeur français, né le 22 janvier 1930 à Blénod-lès-Pont-à-Mousson (Meurthe-et-Moselle)[12].
- 8 mars à Thionville : Jean Delrez, né le 24 mars 1916 à Saint-Avold, homme politique français.
- 6 avril à Forbach : Jean-Éric Bousch, né le 30 septembre 1910 à Forbach (Moselle), homme politique français, animateur du mouvement gaulliste en Lorraine et défenseur de l'industrie charbonnière.
- 9 avril à Essey-lès-Nancy : Pierre Marie, né le 17 décembre 1907 à Laneuveville-devant-Nancy, un des adjoints de Edouard Vigneron, chef du service des étrangers de la police de Nancy, responsable du sauvetage de Juifs à Nancy lors de la Rafle manquée de Nancy. Il est un des Justes parmi les nations.
- 28 avril à Verdun : René Wagner, né à Nancy le 28 décembre 1907, militaire français, Compagnon de la Libération. Déjà engagé au moment du déclenchement de la Seconde Guerre mondiale, il s'illustre lors de la bataille de France puis rejoint les Forces françaises libres avec lesquelles il participe aux campagnes d'Afrique du Nord puis à la Libération de la France. Après 1945, il participe aux guerres d'Indochine et d'Algérie avant de prendre sa retraite.
- 29 avril à Nancy : Albert Schneider (1910 - 1999), enseignant universitaire, spécialiste de la littérature allemande[13]. Il a publié de nombreux articles sur le sujet[14]
- 15 mai : Jean-Paul Dethorey, est un dessinateur et scénariste français de bande dessinée né le 2 mars 1935 à Toul. Il est surtout connu pour la série Louis la Guigne mais a publié plusieurs autres œuvres, en particulier l'Oiseau noir.
- 23 juillet à Mauvages dans la Meuse : Noël Lancien (né le 24 décembre 1934 à Paris, compositeur, chef d'orchestre et pédagogue français[15], premier grand Prix de Rome en 1958.
- 6 octobre à Pange : Jean de Pange (né le 29 mars 1917 à Pange ), aviateur français ayant combattu avec la Résistance dans les FAFL notamment en URSS au sein de l’escadron Normandie-Niemen (FAFL).
- 24 octobre à Vandœuvre-lès-Nancy : Christophe Niesser, footballeur français, né le 17 juillet 1966 à Metz[16].